# Municipio de Tanner
El municipio de Tanner (en inglés: Tanner Township) es un municipio ubicado en el condado de Kidder en el estado estadounidense de Dakota del Norte. En el año 2010 tenía una población de 26 habitantes y una densidad poblacional de 0,28 personas por km².

## Geografía
El municipio de Tanner se encuentra ubicado en las coordenadas 46°45′32″N 99°30′25″O / 46.75889, -99.50694. Según la Oficina del Censo de los Estados Unidos, el municipio tiene una superficie total de 94.13 km², de la cual 88,31 km² corresponden a tierra firme y (6,18 %) 5,82 km² es agua.

## Demografía
Según el censo de 2010, había 26 personas residiendo en el municipio de Tanner. La densidad de población era de 0,28 hab./km². De los 26 habitantes, el municipio de Tanner estaba compuesto por el 80,77 % blancos, el 19,23 % eran asiáticos. Del total de la población el 0 % eran hispanos o latinos de cualquier raza.